# Colydium elongatus
Colydium elongatus là một loài bọ cánh cứng trong họ Zopheridae. Loài này được Fabricius miêu tả khoa học năm 1787.

## Hình ảnh

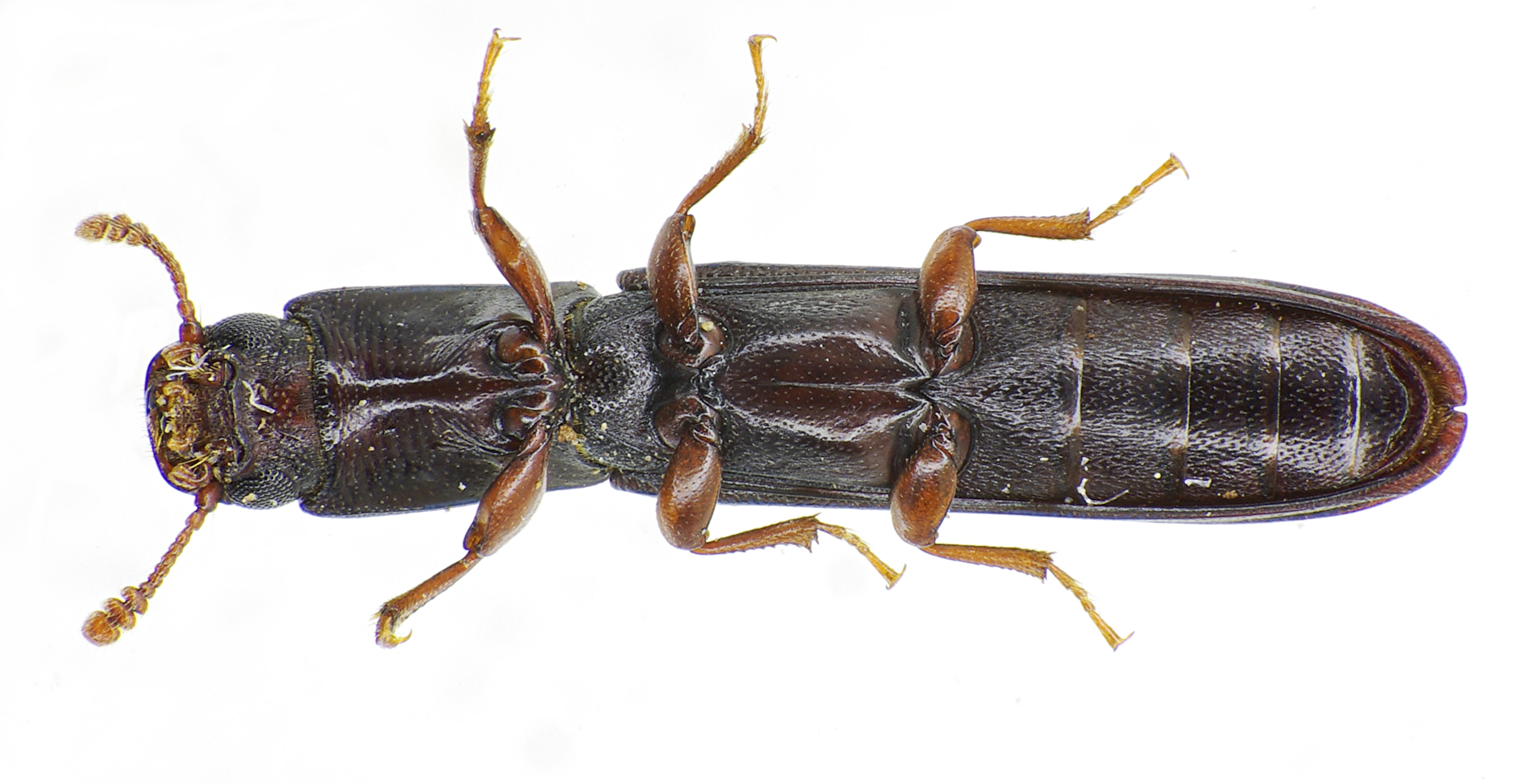
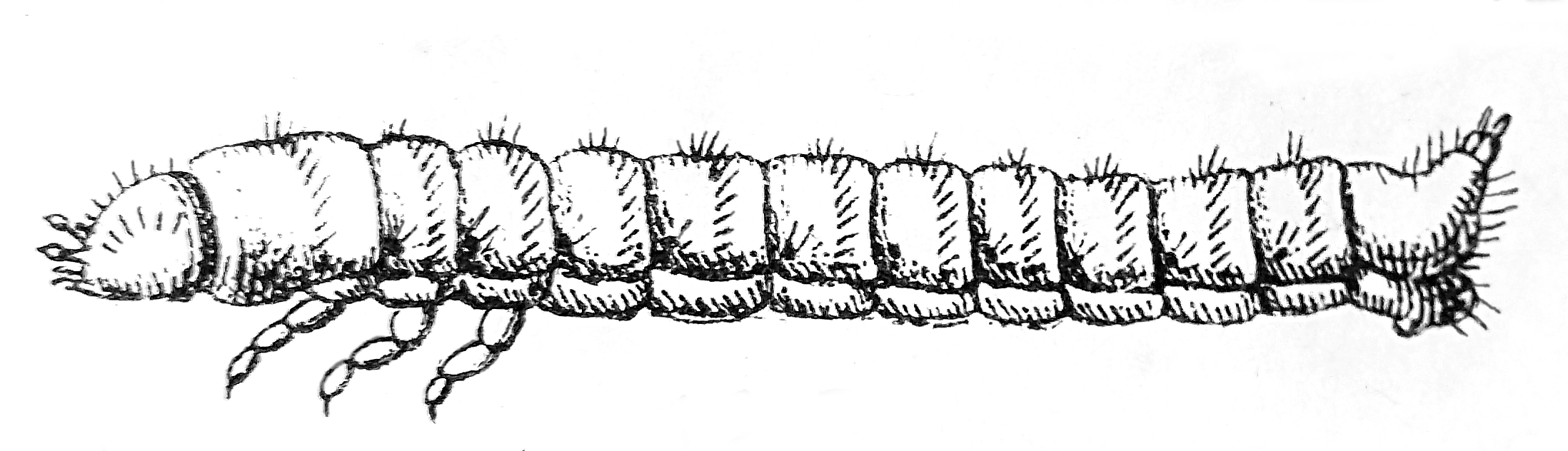
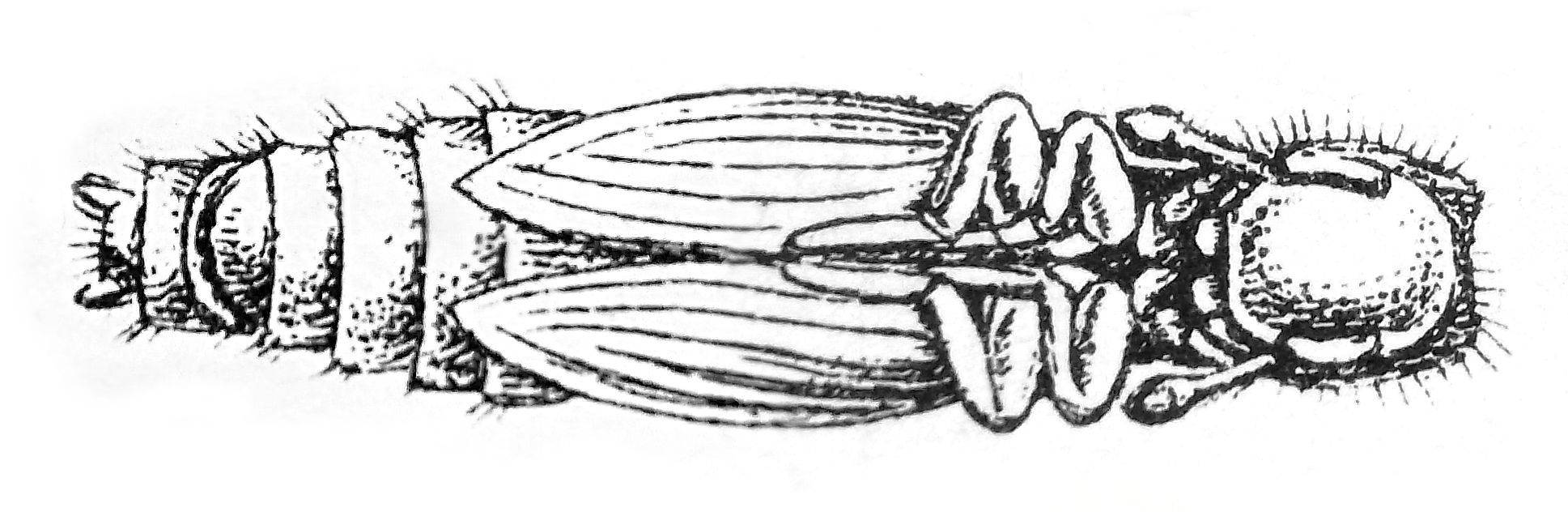
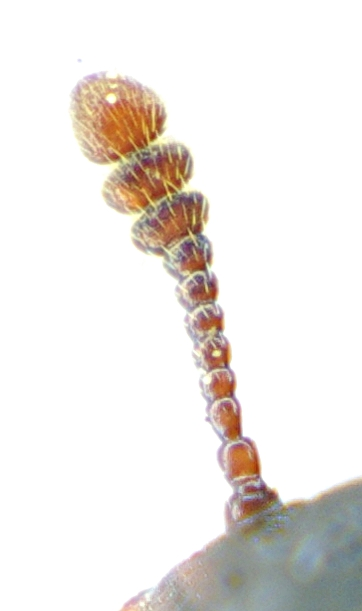